# Indigofera mooneyi
Indigofera mooneyi är en ärtväxtart som beskrevs av Mats Thulin. Indigofera mooneyi ingår i släktet indigosläktet, och familjen ärtväxter. Inga underarter finns listade i Catalogue of Life.